# Cháris Rómas
Cháris Rómas ou Háris Rómas (grec moderne : Χάρης Ρώμας), né le 23 mars 1960 au Pirée, est un acteur, scénariste, parolier et homme politique grec. 

## Biographie
Il est né le 23 mars 1960 au Pirée sous le nom de Charálambos Rassiás (Χαράλαμπος Ρασσιάς).
Il est surtout connu pour avoir coécrit et joué dans les séries télévisées populaires Konstantínou kai Elénis (en) et To kafé tis Charás (en), où il a joué,  respectivement, les rôles emblématiques de Konstantínos Katakouzinós et Períandros Pópotas,.
Il est également un homme politique, s'étant présenté au Conseil de la région de l'Attique lors des élections régionales de 2019, au cours desquelles il a été élu pour le district d'Athènes-Centre. Il a été conseiller régional exécutif pour la culture de 2019 à 2021. Depuis 2021, il sert en tant que vice-gouverneur de l'Attique pour la culture et les sports.
Il est candidat à la mairie de Chalándri et chef de la faction Chalándri vers la lumière pour les élections locales de 2023.